# Paul R. Ehrlich
Ne doit pas être confondu avec Paul Ehrlich.
Paul Ralph Ehrlich est un biologiste, démographe et universitaire américain, né le 29 mai 1932 à Philadelphie. Connu pour ses engagements néomalthusianistes, il est professeur émérite à l'université Stanford.

## Biographie
Il enseigne l'étude des populations au département des sciences biologiques de l'université Stanford et préside le centre Stanford pour la biologie de la conservation. Il est également un entomologiste spécialisé dans les lépidoptères.

## Activités

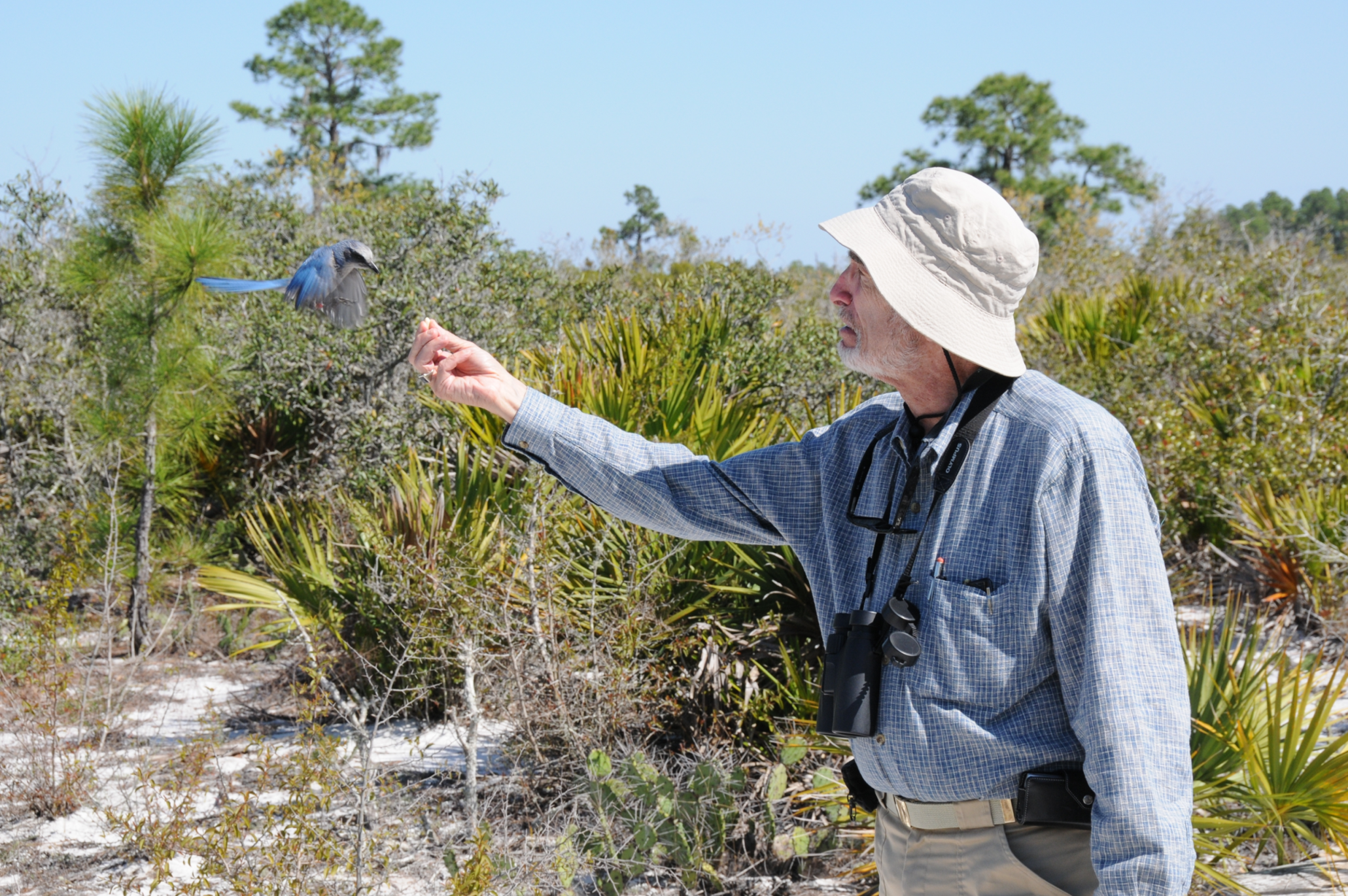
Paul R. Ehrlich en 2010.

Il s'est fait connaître à la suite de son ouvrage controversé La Bombe P (The Population Bomb) en 1968, où il met en garde contre les dangers de la surpopulation. Beaucoup de ses prévisions se sont révélées erronées et trop alarmistes. Il y prédisait par exemple que la ville de Calcutta atteindrait une population de 66 millions d'habitants en l'an 2000; elle en compte finalement environ 17 millions. En 1969, à la suite de la publication de La Bombe P, il fonde, avec Richard Bowers et Charles Lee Remington, l'association Zero Population Growth. 
Il propose la formule
I = P x A x T qui stipule que l'impact environnemental (I) est le produit de la population (P) par le revenu par tête (l'« abondance » A - Affluence en anglais) et les technologies utilisées (T), et qui indique que la surpopulation n'est qu'un des facteurs de la dégradation de l'environnement. 
Il est aussi connu pour le pari Ehrlich-Simon, un pari fait en 1980 avec l'économiste Julian Simon où il misa sur la hausse des prix des matières premières dans la décennie suivante et qu'il perdit.
En 1977, il publie avec John Holdren et Anne Fitzhugh Howland - Ehrlich, son épouse Ecoscience: Population, Resources, Environment où ils évoquent des solutions à la surpopulation, depuis le planning familial volontaire à la stérilisation forcée pour les femmes après avoir donné naissance à un nombre prédéfini d'enfants,,.
En 1986, il dirige l'un des ateliers de travail du National Forum on BioDiversity et contribue au livre qui en est issu par un chapitre intitulé The Loss of Diversity: Causes and Consequences.

## Publications
- Human Natures: Genes, Cultures, and the Human Prospect (2002)
- One With Nineveh: Politics, Consumption, and the Human Future (2004, coécrit avec Anne Ehrlich)
- On the Wings of Checkerspots: A Model System for Population Biology (2004, edited volume, coédité avec Ilkka Hanski)
- The Dominant Animal: Human Evolution and the Environment (2008, coécrit avec Anne Ehrlich)
- Humanity on a Tightrope: Thoughts on Empathy, Family, and Big Changes for a Viable Future (2010, coécrit avec Robert E. Ornstein)  (ISBN 978-1442206489)